# Термическая деполимеризация
Термическая деполимеризация — это метод, используемый для превращения сложных органических материалов (обычно различных отходов) в легкую  нефть. Он имитирует естественные геологические процессы, которые происходили при образовании нефти. Из-за высокой температуры и давления длинные углеводородные полимеры разрываются на короткие цепи с максимальной длиной около C18.

## История
До недавнего времени попытки подражать этим естественным процессам были непригодны для практического использования, поскольку они потребляли больше энергии, чем были получены.
Новый подход был разработан американским микробиологом Полом Баскисом в 1980-х годах. Демонстрационная операция была завершена в 1999 году в Филадельфии, а первое коммерческое предприятие было построено в Карфагене (штат Миссури). Это предприятие превращает отходы от близлежащих боeн в примерно до 500 баррелей нефти в день.

## Теория и процесс
Предыдущие способы расщепления углеводородных полимеров тратили много энергии на удаление избытка воды. Напротив, термическая деполимеризация использует воду для улучшения процесса нагревания, и вода также поставляет водород из своих молекул в реакции.
Исходное сырье сначала измельчают и смешивают с водой, если оно слишком сухое. Затем его нагревают до 250°С и подвергают воздействию давления 4 МПа в течение примерно 15 минут. Затем давление быстро падает, в результате чего большая часть воды испаряется. В результате получается смесь углеводородов и твердых веществ, которые разделены. Углеводороды снова нагревают до 500 ° С, вызывая дальнейшее расщепление более длинных молекул. Полученную жидкую углеводородную смесь отделяют перегонкой, аналогичной обычной нефти.
Компания утверждает, что энергоэффективность этого процесса составляет 560 % (85 единиц энергии производится на 15 единиц потребляемой энергии). Более высокая эффективность может быть достигнута при более сухих и богатых углеродом исходных материалах, таких как пластмассовые отходы.
Для сравнения, современные методы, используемые для производства биодизеля и биоэтанола из сельскохозяйственных источников, имеют энергетическую эффективность около 320 %.
Различные материалы, включая яды и плохо разлагаемые больничные отходы, могут быть расщеплены термической деполимеризацией.
С другой стороны, многие возможные сельскохозяйственные отходы, которые могут служить сырьем, уже используются в качестве удобрения,  топлива или корма для животных.